# (38582) 1999 XE37
(38582) 1999 XE37 est un astéroïde de la ceinture principale d'astéroïdes découvert en 1999.

## Description
(38582) 1999 XE37 a été découvert le 7 décembre 1999 à l'observatoire de Fountain Hills, une localité du comté de Maricopa en Arizona (États-Unis), par Charles W. Juels.

### Caractéristiques orbitales
L'orbite de cet astéroïde est caractérisée par un demi-grand axe de 3,3 ua, un périhélie de 2,65 ua, une excentricité de 0,13 et une inclinaison de 11,33° par rapport à l'écliptique. Du fait de ces caractéristiques, à savoir un demi-grand axe compris entre 2 et 3,2 ua et un périhélie supérieur à 1,666 ua, il est classé, selon la JPL Small-Body Database, comme objet de la ceinture principale d'astéroïdes.

### Caractéristiques physiques
(38582) 1999 XE37 a une magnitude absolue (H) de 12,6 et un albédo estimé à 0,071.